# Europarlamentari della Grecia della X legislatura
Gli europarlamentari della Grecia della X legislatura, eletti in occasione delle elezioni europee del 2024, sono i seguenti.

## Composizione storica
| Europarlamentare              | Lista                        | Gruppo | Gruppo                                                 |
| ----------------------------- | ---------------------------- | ------ | ------------------------------------------------------ |
| Georgios Aftias               | Nuova Democrazia             |        | Gruppo del Partito Popolare Europeo                    |
| Fredi Beleri                  | Nuova Democrazia             |        | Gruppo del Partito Popolare Europeo                    |
| Emmanouil Kefalogiannis       | Nuova Democrazia             |        | Gruppo del Partito Popolare Europeo                    |
| Vangelīs Meimarakīs           | Nuova Democrazia             |        | Gruppo del Partito Popolare Europeo                    |
| Eleonora Meleti               | Nuova Democrazia             |        | Gruppo del Partito Popolare Europeo                    |
| Dimitrios Tsiodras            | Nuova Democrazia             |        | Gruppo del Partito Popolare Europeo                    |
| Elissavet Vozempergk-Vryonidi | Nuova Democrazia             |        | Gruppo del Partito Popolare Europeo                    |
| Konstantinos Arvanitis        | SYRIZA                       |        | La Sinistra al Parlamento europeo                      |
| Nikolaos Farantouris          | SYRIZA                       |        | La Sinistra al Parlamento europeo                      |
| Elena Kountoura               | SYRIZA                       |        | La Sinistra al Parlamento europeo                      |
| Nikos Pappas                  | SYRIZA                       |        | La Sinistra al Parlamento europeo                      |
| Athanasios Arnaoutoglou       | Movimento per il Cambiamento |        | Alleanza Progressista dei Socialisti e dei Democratici |
| Ioannis Maniatis              | Movimento per il Cambiamento |        | Alleanza Progressista dei Socialisti e dei Democratici |
| Nikolaos Papandreou           | Movimento per il Cambiamento |        | Alleanza Progressista dei Socialisti e dei Democratici |
| Galato Alexandraki            | Soluzione Greca              |        | Gruppo dei Conservatori e dei Riformisti Europei       |
| Emmanouil Fragkos             | Soluzione Greca              |        | Gruppo dei Conservatori e dei Riformisti Europei       |
| Leuterīs Nikolaou-Alavanos    | Partito Comunista di Grecia  |        | Non iscritti                                           |
| Kōnstantinos Papadakīs        | Partito Comunista di Grecia  |        | Non iscritti                                           |
| Nikolaos Anadiotis            | Vittoria                     |        | Non iscritti                                           |
| Maria Zacharia                | Rotta di Libertà             |        | Non iscritti                                           |
| Afroditi Latinopoulou         | Voce della Ragione           |        | Patrioti per l'Europa                                  |

## Tabelle di sintesi

### Gruppi politici
| Gruppo parlamentare | Inizio |
| ------------------- | ------ |
| PPE                 | 7      |
| GUE/NGL             | 4      |
| NI                  | 4      |
| S&D                 | 3      |
| ECR                 | 2      |
| PfE                 | 1      |
| Verdi/ALE           | –      |
| RE                  | –      |
| ESN                 | –      |
| Totale              | 21     |

### Fonti
1. ↑  (EL) European parliament election – June 2024, su www.ekloges.ypes.gr.